# Чечерао (Перуђа)
Чечерао је насеље у Италији у округу Перуђа, региону Умбрија.
Према процени из 2011. у насељу је живело 120 становника. Насеље се налази на надморској висини од 293 м.